# 5127 Bruhns
5127 Bruhns este un asteroid din centura principală de asteroizi.

## Descriere
5127 Bruhns este un asteroid din centura principală de asteroizi. A fost descoperit pe 4 februarie 1989 la Observatorul La Silla de Eric Walter Elst. El prezintă o orbită caracterizată de o semiaxă mare de 2,38 ua, o excentricitate de 0,15 și o înclinație de 6,2° în raport cu ecliptica.